# 沢井いづみ
沢井 いづみ（さわい いづみ、1955年 - ）は、日本の児童文学作家。

## 略歴
東京都出身。武蔵野女子大学短期大学部卒業。
1985年、「わたしのママへ…さやか10歳の日記」（ポプラ社）でデビュー。シリーズ作品では、オムニバス形式が多い。

## 作品リスト
- 『ちこちゃんとクー ほんとはどっちがおおきいの?』 (ポプラ社、ポプラ社の新・小さな童話)  1990.3　ISBN 9784591030301
- 『卒業、あした輝いて』 (ポプラ社、ジュニア文学館 5) 1995.4　ISBN 9784591046265
- 『こぐまのパグはおにいちゃん』（PHP研究所、わたしのえほん） 1995.11  ISBN 9784569589701
- 『忘れたらゆるさない』（ポプラ社、ポプラ怪談倶楽部 7） 1996.11　ISBN 9784591052099
- 『おばあちゃんのカレンダー - あしたは、どんな日?』 (PHP研究所、PHP創作シリーズ） 1997.1　ISBN 9784569680262

### 「10歳」シリーズ
ポプラ社（こども童話館)、のち文庫
- 『わたしのママへ…さやか10歳の日記』
- 『ジュン10歳 ちょっと初恋』
- 『あゆみ10歳 レモン色の交かん日記』
- 『ゆか10歳 コスモス色にゆれる旅』
- 『レミ10歳 わたしのおうちはフルーツパーラー』
- 『みか10歳 すてきなすてきなスイミング』
- 『みお10歳 ママとわたしのエアメール』
- 『すみれ10歳 ちょっぴりつらい末っ子ものがたり』
- 『ちあき10歳 女の子でよかったな』
- 『のぞみ10歳 だれにも言えない小さなひみつ』
- 『和也くんへ…のぞみ10歳の日記』
- 『かおる 10歳くちげんかのはじまりは…』
- 『みき10歳 友情通信くもりのち晴れ』
- 『いつまでもそばにいて - 10歳のあなたに』

### 「セントマリア女学院」シリーズ
- 『初恋はガラスびんのなかに』 (ポプラ社、TOKIMEKIシリーズ） 1987.7
- 『放課後の天使(エンジェル)たち』 (ポプラ社、TOKIMEKIシリーズ） 1987.12

### 「課外授業」シリーズ
- 『課外授業はおまじないゲーム』 (ポプラ社、フレッシュ学園文庫） 1990.5
- 『課外授業は恋の探偵団』 (ポプラ社、フレッシュ学園文庫） 1990.12

### 「星座おんなのこ」シリーズ
- 『ラッキーチャンスはおひつじ座の男の子』 (ポプラ社、星座おんなのこシリーズ） 1991.11
- 『だれかがみていてくれるから - ふたりはおうし座』(ポプラ社、星座おんなのこシリーズ） 1992.2

### 「こうさぎラビイ」シリーズ
- 『ひとりでおかたづけ』 (ポプラ社、こうさぎラビイのほん） 1995.8
- 『ひとりでねんね』 (ポプラ社、こうさぎラビイのほん） 1995.8
- 『ひとりでおるすばん』 (ポプラ社、こうさぎラビイのほん） 1995.8

### 「4年1組」シリーズ
- 『4年1組 気になる男の子(あのこ)』 (ポプラ社、だいすきBOOKS） 2000.3
- 『4年1組 交換日記はもういらない』 (ポプラ社、だいすきBOOKS） 2000.10

## 共著
- 『いぬぼん DOGBOOK (ともだちのひとりごと)』 (ポプラ社、村井香葉, 東山えつこ, 美尾郁子, 箕輪弘美, CANICO共著） 1998.11　ISBN 9784591058138